# Parábola dos Dois Devedores

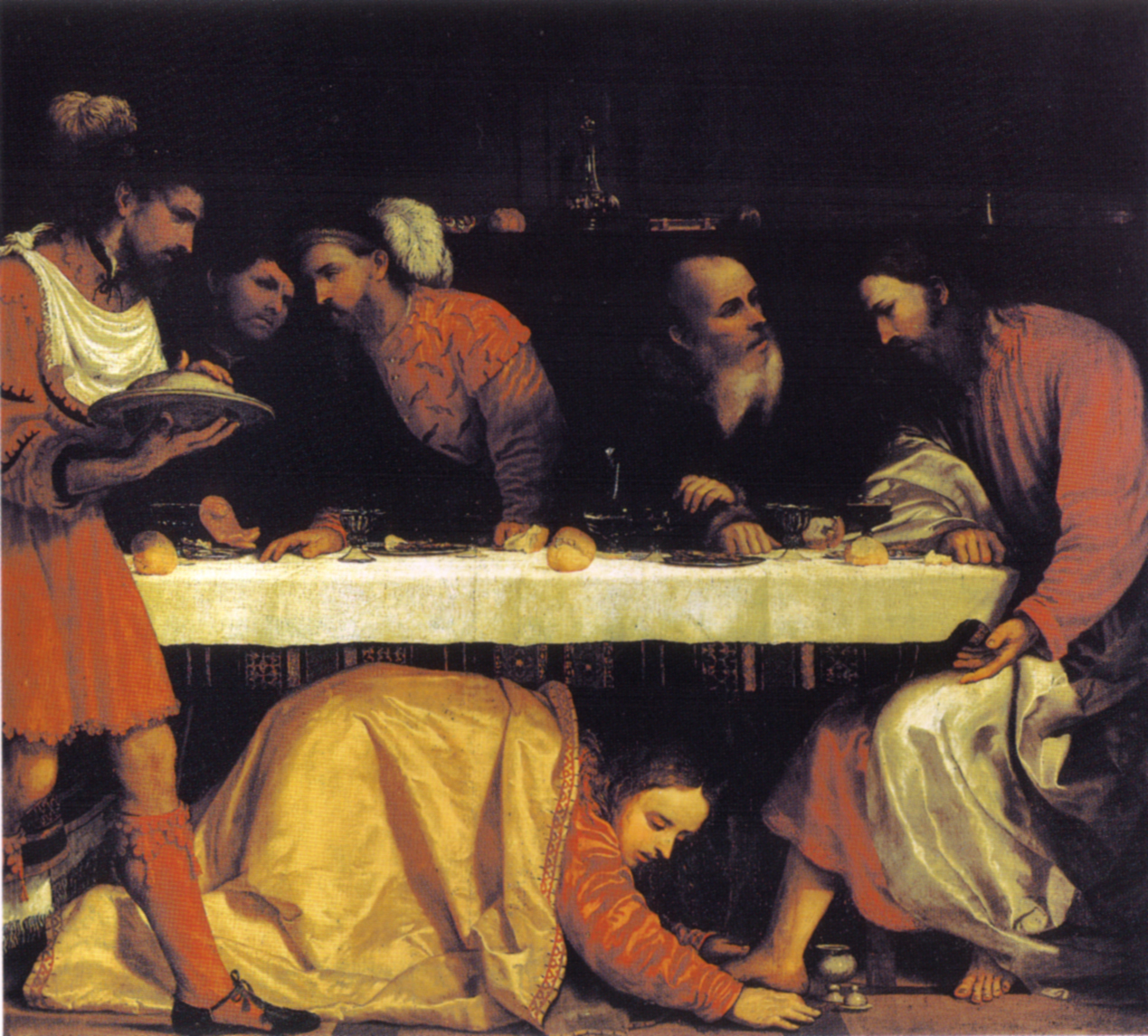
"A tua fé te salvou!".
Por Romanino.

A Parábola dos Dois Devedores ou Maria aos pés de Jesus é uma conhecida parábola de Jesus. No entanto, ela aparece em apenas um dos evangelhos canônicos do Novo Testamento. De acordo com Lucas 7:36–50 Jesus usa a história de dois devedores para explicar que uma mulher o ama mais do que o seus anfitriões, pois ela foi perdoada de pecados maiores. Esta parábola é contada depois de sua unção, baseada principalmente em João 12:1–8. 
Segundo alguns autores, a unção muito similar presente nos outros evangelhos sinóticos (Unção de Jesus) pode não ser uma referência ao mesmo evento. Além disto, esta parábola não deve ser confundida com a Parábola do Credor Incompassivo, onde um agiota perdoa a alta dívida de um servo, mas este, posteriormente, não perdoa quem lhe deve um valor menor.
A Santa Tradição (inclusive São Gregório Magno) identifica a mulher como sendo Maria Madalena, uma identificação contestada pela Igreja Ortodoxa e por diversas denominações protestantes.

## Narrativa
| “ | «Um dos fariseus convidou-o para jantar com ele. Jesus, entrando na casa do fariseu, tomou lugar à mesa. Havia na cidade uma mulher que era pecadora; ela, sabendo que ele estava jantando na casa do fariseu, trouxe um vaso de alabastro com perfume e, pondo-se-lhe aos pés, chorando, começou a regá-los com lágrimas, e os enxugava com os cabelos da sua cabeça, e beijava-lhe os pés e ungia-os com o perfume. Ao ver isto, o fariseu que o convidara, dizia consigo: Se este homem fosse profeta, saberia quem é a que o toca e que sorte de mulher é, pois é uma pecadora. Disse Jesus ao fariseu: Simão, tenho uma coisa para te dizer. Ele respondeu: Dize-a, Mestre. Certo credor tinha dois devedores: um lhe devia quinhentos denários, e o outro cinqüenta. Não tendo nenhum dos dois com que pagar, perdoou a dívida a ambos. Qual deles, portanto, o amará mais? Respondeu Simão: Suponho que aquele a quem mais perdoou. Replicou-lhe: Julgaste bem. Virando-se para a mulher, disse a Simão: Vês esta mulher? Entrei em tua casa, e não me deste água para os pés; mas esta mos regou com lágrimas e os enxugou com os seus cabelos. Não me deste ósculo; ela, porém, desde que entrei, não cessou de beijar-me os pés. Não ungiste a minha cabeça com óleo, mas esta com perfume ungiu os meus pés. Por isso te digo: Perdoados lhe são os seus pecados, que são muitos, porque ela muito amou; mas aquele a quem pouco se perdoa, pouco ama. Disse à mulher: Perdoados são os teus pecados. Os que estavam com ele à mesa, começaram a dizer consigo mesmos: Quem é este que até perdoa pecados? Mas Jesus disse à mulher: A tua fé te salvou; vai-te em paz.» (Lucas 7:36–50) | ” |

O denário nesta parábola é uma moeda que valia o salário diário de um trabalhador. Na tradição católica, a mulher é identificada como sendo Maria Madalena, enquanto que a Igreja Ortodoxa e as denominações protestantes geralmente discordam. Pelos padrões da época, Simão, o Fariseu, foi, de fato, um mau anfitrião, pois ele deveria ter providenciado a água para que Jesus lavasse os pés, além de o beijo ser o cumprimento tradicional.

## Interpretação

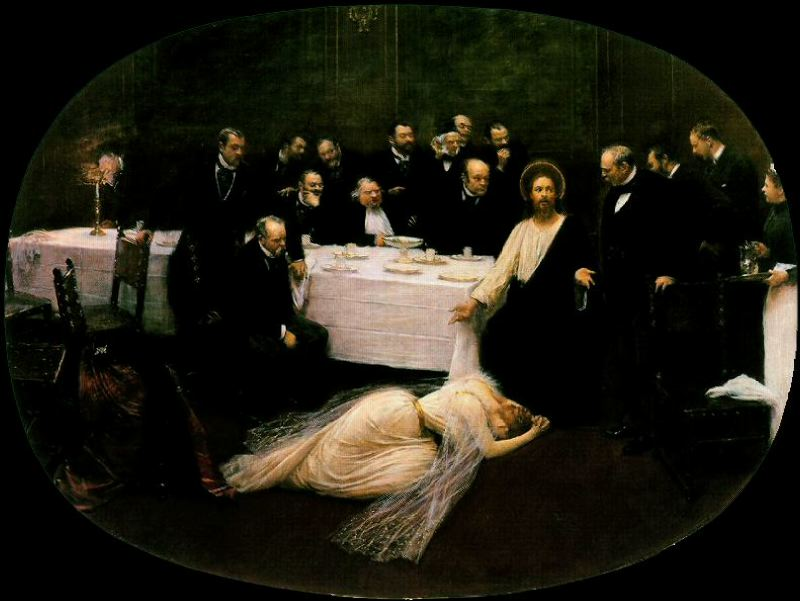
Refeição na casa de Simão o Fariseu.
Por Jean Béraud, atualmente no Musée d'Orsay, em Paris.

A parábola não parece ser um ataque contra os fariseus, mas sim uma tentativa de ensinar Simão a ver a mulher como Jesus a vê. A descrição da mulher sugere que ela é uma conhecida prostituta , , embora essa inferência seja contestada. Se ela é uma prostituta, sua presença contamina a pureza do ritual fariseu. Joel B. Green observa que "era e é fácil o suficiente descartar uma pessoa como imoral, por ser impura e desviante, sem capturar as realidades sociais enfrentadas "  pela mulher, que pode ter sido forçada a esta vida por circunstâncias econômicas, ou ter sido vendida para a escravidão sexual. 
Ao afirmar o perdão da mulher, presumivelmente dado a ela por Jesus em um encontro anterior, Jesus convida Simão a "abraçá-la na comunidade do povo de Deus" e a perceber sua nova identidade. Sobre isso,  Barbara Reid escreve:
| “ | A questão que a história coloca é: pode Simão vê-la de forma diferente? Pode ele ver o que Jesus vê: uma mulher perdoada que mostra um grande amor? Se ele puder vê-la desta maneira, então ele terá percebido Jesus corretamente: não apenas como profeta, mas também como o agente do amor e do perdão de Deus. | ” |

Ao responder ao pensamento tácito de Simão, Jesus está demonstrando as habilidades proféticas que o fariseu duvidava, , enquanto a parábola convida "a reconsiderar o significado das ações desta mulher - e não o pagamento de uma dívida, como se ela fosse uma escrava ou prostituta, mas uma expressão do amor que flui a partir da liberdade de ter todas as dívidas canceladas."  João Calvino escreve sobre as palavras de Jesus ("Portanto, eu vos digo, seus numerosos pecados lhe foram perdoados - porque ela muito amou "):
| “ | Com estas palavras, é claro que ele não faz do amor a causa do perdão, mas a prova dele. A semelhança é emprestada do caso de um devedor, a quem uma dívida de 500 dinheiros havia sido perdoada. Não é dito que a dívida é perdoada porque ele muito amou, mas que ele amou muito porque foi perdoado. A semelhança deve ser aplicada da seguinte forma: você acha que esta mulher é uma pecadora, mas você não deveria tê-la reconhecido como pecadora, pois seus pecados lhe foram perdoados. O amor da mulher deveria ter sido para você uma prova de que ela havia sido perdoada, este amor sendo uma expressão de gratidão pela graça recebida. É um argumento a posteriori, pelo qual algo é demonstrado pelos resultados produzidos. Nosso Senhor claramente atesta a base sobre a qual ela havia obtido o perdão quando Ele diz: "Tua fé te salvou." Pela fé, portanto, obtemos o perdão: pelo amor, agradecemos e damos testemunho da bondade do Senhor | ” |

Ambrósio , no entanto, diz que o amor da mulher é a condição para o seu perdão:
Se, então, qualquer um, tendo cometido pecados ocultos, deve, mesmo assim, diligentemente fazer penitência, como poderemos receber essas recompensas se não formos restaurados à comunhão da Igreja? Estou convicto, de fato, que o culpado deve esperar pelo perdão, deve procurá-lo com lágrimas e gemidos, deve procurá-lo com a ajuda das lágrimas de todas as pessoas, deve implorar perdão; e, se a comunhão for adiada duas ou três vezes, ele deve acreditar que suas súplicas não foram suficientemente urgentes, sinal de que ele deve aumentar as suas lágrimas, deve vir novamente, mesmo na maior dificuldade, agarrar os pés dos fiéis com os seus braços, beijá-los, lavá-los com lágrimas, e não deixar-los ir, de modo que o Senhor Jesus possa dizer dele também: "Seus pecados que são muitos são perdoados, porque muito amou" .
A interpretação de Calvino é, talvez, melhor apoiada pela natureza da parábola e pelo texto grego, no qual o trecho "porque ela muito amou" pode ser lido como o resultado, e não a causa, de "seus muitos pecados que foram perdoados ". Muitas traduções modernas, tanto protestantes quanto católicas, reformulam o versículo 47 para maior clareza, por exemplo:
"Então eu vos digo que todos os seus pecados estão perdoados, e é por isso que ela mostrou muito amor. Mas quem foi perdoado por pouco vai mostrar pouco amor." (Versão Inglês Contemporânea)
"Então, vos digo, seus numerosos pecados lhe foram perdoados, portanto, ela demonstrou grande amor. Mas aquele a quem pouco se perdoa, pouco ama.". ( New American Bible ) 